# Brahmina callosifrons
Brahmina callosifrons är en skalbaggsart som beskrevs av Moser 1913. Brahmina callosifrons ingår i släktet Brahmina och familjen Melolonthidae. Inga underarter finns listade.